# تیم ملی بسکتبال یونان

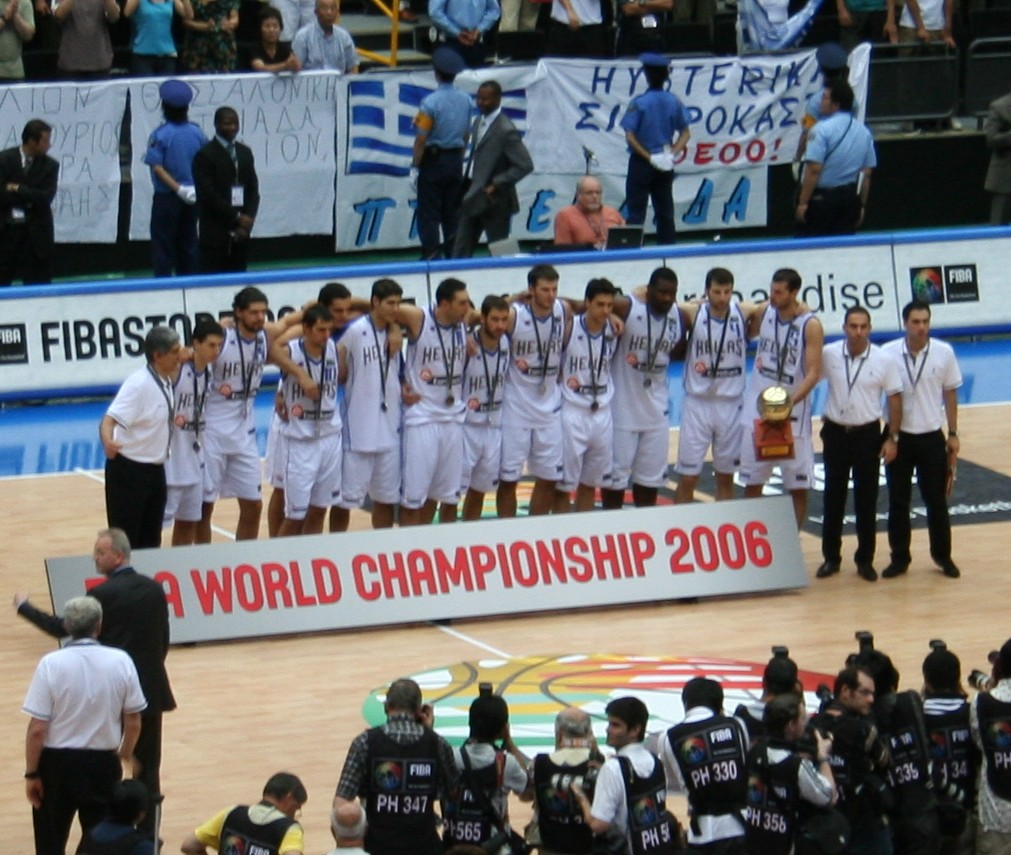

تیم ملی بسکتبال یونان، نام تیم رسمی کشور یونان و از تیمهای برتر بسکتبال جهان است.
این تیم در رده‌بندی جهانی فیبا در سال ۲۰۱۲ در مقام چهارم قرار داشت.

## تاریخچه
بسکتبال در یونان یک سنت دیرینه دارد، زیرا این کشور یکی از هشت عضو مؤسس فدراسیون جهانی بسکتبال بود که بیشتر با نام اختصاری فرانسه فیبا در سال ۱۹۳۲شناخته می‌شود. با این حال، تیم ملی یونان به عنوان یک قدرت درجه دو در نظر گرفته شد. در بسکتبال بین‌المللی پس از چندین دهه در اواسط دهه ۱۹۸۰با قهرمانی در قهرمانی اروپا ۱۹۸۷ به دست آورد. این اولین عنوان بین‌المللی بزرگ بود که توسط یک تیم ملی یونان در هر ورزش بدست آمد. در نتیجه بسکتبال در این کشور بسیار محبوب شد و از آن زمان یونان در مرحله بسکتبال در سطح بالایی قرار گرفته‌است

## نگارخانه

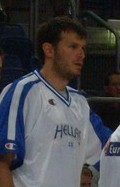
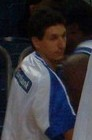
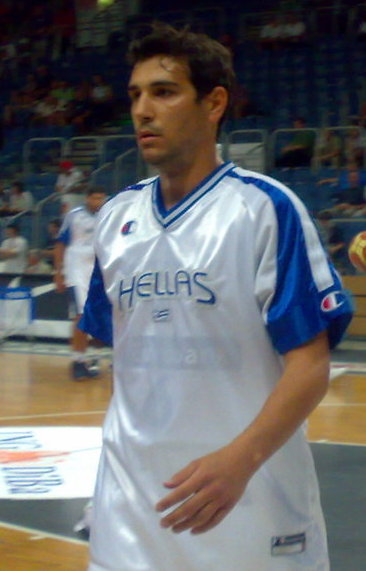
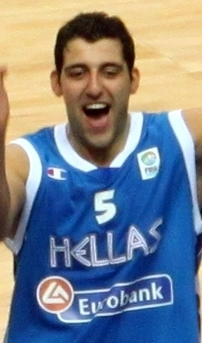
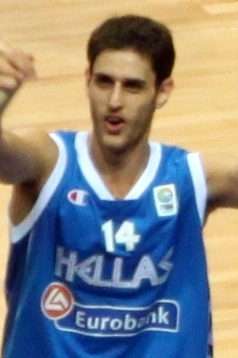
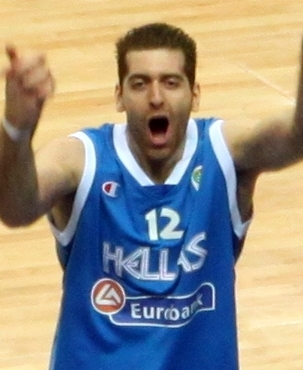

## بازیکنان کنونی
- Koufos, Kosta